# Протягання під кілем

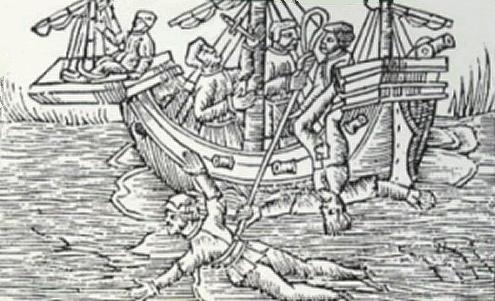
Кілювання в середньовіччі

Протягання під кілем (кілювання) (keelhaul; keelhauling) — покарання на флоті на всіх морях і океанах в XVII столітті.
Покарання, відповідно до якого покараного протягали під кілем, — тобто нижньою точкою корабля — або уздовж кіля. Для цього мотузок пропускався під днищем судна з одного боку на іншу або від носа до корми, якщо його довжина була невелика. До мотузка прив'язували того, що проштрафився, несподівано кидали його у воду і протягали з одного кінця до іншого. Потім операцію могли повторювати знову і знову. Протягання під кілем вважалося вельми суворим і болісним покаранням і нерідко закінчувалося смертю «плавця мимоволі», адже практично завжди днище мало шар черепашок і інші гострі виступи, які буквально роздирали шкіру людини. Крім того треба було бути незвичайним нирцем, щоб не захлинутися під час шляху під водою, адже бували випадки, коли канат заклинювало.
На деяких старогрецьких зображеннях можна бачити, як так само розправляються з піратами.
У XVII столітті голландські й англійські капітани флоту іноді вдавалися до цього виду покарання, проте після 1700 року його замінило шмагання, наприклад, кішкою з дев'ятьма хвостами.
Немає достовірних відомостей про те, що протягання під кілем застосовувалося на торгових або піратських кораблях. Проте цей вираз використовується як загроза або лайка в романах і фільмах, присвячених піратам.